# Give My Regards to Broad Street (саундтрек)
Give My Regards to Broad Street — пятый сольный студийный альбом и саундтрек к фильму «Передай привет Брод-стрит» 1984 года, записанный британским исполнителем Полом Маккартни. Издан 22 октября звукозаписывающими компаниями Parlophone / EMI Records (в Великобритании) и Columbia Records (в США). В 1984 году в США саундтрек стал золотым.
В отличие от фильма саундтрек оказался коммерчески успешным, он достиг первого места в английском хит-параде и двадцать первого места в американском хит-параде Billboard Top LPs & Tape.
Единственный сингл, выпущенный с саундтрека, «No More Lonely Nights», поднимался до второго места в английском хит-параде, до шестого места в американском хит-параде Billboard Hot 100, до второго места в хит-параде Billboard Adult Contemporary и до шестнадцатого — в хит-параде Billboard Mainstream Rock. В 1985 году песня номинировалась на премию BAFTA в категории «Лучшая песня к фильму» и на премию «Золотой глобус» в категории «Лучшая песня».

## Песни
Большую часть альбома Give My Regards to Broad Street составили лучшие из классических песен Пола Маккартни, написанных им как в эпоху The Beatles, так и Wings: «Good Day Sunshine», «Yesterday», «Here, There and Everywhere», «Silly Love Songs», «For No One», «Eleanor Rigby» и «The Long and Winding Road». Помимо этого, в альбом вошли также песни с поздних сольных альбомов Пола Маккартни: «Ballroom Dancing» и «Wanderlust» с альбома Tug of War и «So Bad» с Pipes of Peace. Наряду с «No More Lonely Nights» оригинальными треками в саундтреке являются «Not Such a Bad Boy», «No Values» и оркестрированная версия «Eleanor Rigby» под названием «Eleanor’s Dream». Количество песен и их продолжительность превысили возможность записи готового материала на один виниловый диск без потери качества. В связи с этим многие треки подверглись редакции. В то же время в саундтреке, записанном на аудиокассету и CD, изначальная продолжительность всех треков была сохранена. Помимо этого, в CD-версию вошёл нигде ранее не изданный бонус-трек «Goodnight Princess». Заметным отличием в оформлении Give My Regards to Broad Street стало изменение указания авторства дуэта Пола Маккартни и Джона Леннона, если раньше авторство песен на всех предыдущих альбомах подписывалось как «Lennon-McCartney», то теперь его стали обозначать, как «McCartney-Lennon».
Песня «No More Lonely Nights» была выпущена в виде сингла за месяц до издания Give My Regards to Broad Street. Во многом успех этого хита определил популярность всего саундтрека. В записи «No More Lonely Nights» принял участие гитарист Pink Floyd Дэвид Гилмор, сыгравший в этом треке гитарное соло.

## Список композиций
Автор композиций Пол Маккартни, кроме особо указанных, которые были созданы в соавторстве с Джоном Ленноном.
| № CD | № кассета | № LP | название                                  | длительность CD | длительность LP | примечание |
| 1    | A1        | A1   | «No More Lonely Nights (Ballad)»          | 5:13            | 4:42            | с участием Дэвида Гилмора в записи гитарной партии                                                                            |
| 2    | A2        | A2   | «Good Day Sunshine»                       | 2:33            | 1:49            | (Леннон — Маккартни), оригинальная запись с альбома The Beatles Revolver                                                      |
| 2    | A3        | A3   | «Corridor Music»                          | 2:33            | 0:19            | |
| 3    | A4        | A4   | «Yesterday»                               | 1:43            | 1:43            | (Леннон — Маккартни), оригинальная запись с альбома The Beatles Help!                                                         |
| 4    | A5        | A5   | «Here, There and Everywhere»              | 1:43            | 1:45            | (Леннон — Маккартни), оригинальная запись с альбома The Beatles Revolver                                                      |
| 5    | A6        | A6   | «Wanderlust»                              | 4:07            | 2:48            | оригинальная запись с сольного альбома Пола Маккартни Tug of War                                                              |
| 6    | A7        | A7   | «Ballroom Dancing»                        | 4:51            | 4:35            | с участием Джон Пола Джонса, сыгравшего партию бас-гитары, оригинальная запись с сольного альбома Пола Маккартни Tug of War   |
| 7    | A8        | A8   | «Silly Love Songs»                        | 5:27            | 4:31            | оригинальная запись с альбома Wings Wings at the Speed of Sound                                                               |
| 7    | A9        | B1   | «Silly Love Songs (Reprise)»              | 5:27            | 0:36            | |
| 8    | A10       | B2   | «Not Such a Bad Boy»                      | 3:29            | 3:19            | |
| 9    | B1        | —    | «So Bad»                                  | 3:25            | —               | оригинальная запись с сольного альбома Пола Маккартни Pipes of Peace                                                          |
| 10   | B2        | B3   | «No Values»                               | 4:12            | 4:13            | «No More Lonely Nights (Ballad reprise)» на издании 1993 CD remaster неправильно указана, как переходящая в песню «No Values» |
| 11   | B3        | B4   | «No More Lonely Nights (Ballad reprise)»  | 2:12            | 0:13            | «No More Lonely Nights (Ballad reprise)» на издании 1993 CD remaster неправильно указана, как переходящая в песню «No Values» |
| 11   | B4        | B5   | «For No One»                              | 2:12            | 1:58            | (Леннон — Маккартни), оригинальная запись с альбома The Beatles Revolver                                                      |
| 12   | B5        | B6   | «Eleanor Rigby»                           | 9:10            | 2:07            | (Леннон — Маккартни), оригинальная запись с альбома The Beatles Revolver                                                      |
| 12   | B5        | B7   | «Eleanor’s Dream»                         | 9:10            | 1:01            | |
| 13   | B6        | B8   | «The Long and Winding Road»               | 3:57            | 3:47            | (Леннон — Маккартни), оригинальная запись с альбома The Beatles Let It Be                                                     |
| 14   | B7        | B9   | «No More Lonely Nights (Playout version)» | 5:03            | 4:26            | |
| 15   | —         | —    | «Goodnight Princess»                      | 3:58            | —               | оригинальная запись на CD издании, выпущенном компанией Columbia (CK 39613), с названием «Goodnight Lonely Princess»          |

1993 bonus tracks
| № CD | № кассета | № LP | название                                    | длительность CD | длительность LP | примечания |
| 16   | —         | —    | «No More Lonely Nights (extended version)»  | 8:11            | —               | «No More Lonely Nights (special dance edit)» неправильно обозначена как «No More Lonely Nights (special dance mix)» |
| 17   | —         | —    | «No More Lonely Nights (special dance mix)» | 4:21            | —               | «No More Lonely Nights (special dance edit)» неправильно обозначена как «No More Lonely Nights (special dance mix)» |

## Участники записи
- Пол Маккартни — вокал, фортепиано;
- Линда Маккартни — бэк-вокал;
- Эрик Стюарт — бэк-вокал;
- Дэвид Гилмор — гитара;
- Хэрби Флауэрс — бас-гитара;
- Энн Дадли — синтезатор;
- Стюарт Эллиотт — ударные.
- Ринго Старр — ударные

Технический персонал:
- Джордж Мартин — продюсер;
- Джефф Эмерик — звукоинженер;
- Джон Келли — звукоинженер;
- Джон Джейкобс — ассистент звукоинженера;
- Стюарт Брид — ассистент звукоинженера.

## Позиции в хит-парадах и коммерческие показатели
| Год       | Хит-парад                                  | Высшая позиция | Пребывание |
| --------- | ------------------------------------------ | -------------- | ---------- |
| 1984—1985 | Австралия (Kent Music Report)              | 10             | нет данных |
| 1984—1985 | Великобритания (UK Albums Chart)           | 1              | 21 неделя  |
| 1984—1985 | Испания (PROMUSICAE)                       | 4              | нет данных |
| 1984—1985 | Италия (Musica e dischi)                   | 15             | 11 недель  |
| 1984—1985 | Канада (RPM Albums Chart)                  | 23             | 17 недель  |
| 1984—1985 | Нидерланды (Nationale Hitparade LP Top 50) | 24             | 4 недели   |
| 1984—1985 | Новая Зеландия (RMNZ)                      | 25             | 9 недель   |
| 1984—1985 | Норвегия (VG-lista)                        | 4              | 16 недель  |
| 1984—1985 | США (Billboard Top LPs & Tape)             | 21             | 18 недель  |
| 1984—1985 | Финляндия (Suomen virallinen lista)        | 30             | 1 неделя   |
| 1984—1985 | ФРГ (Offizielle Top 100)                   | 25             | 9 недель   |
| 1984—1985 | Швеция (Sverigetopplistan)                 | 9              | 7 недель   |
| 1984—1985 | Япония (Oricon)                            | 6              | 18 недель  |

| Хит-парад (1984)               | Позиция |
| ------------------------------ | ------- |
| Австралия (Kent Music Report)  | 85      |
| Великобритания (Gallup Poll)   | 27      |
| Испания (PROMUSICAE)           | 15      |
| Италия (FIMI)                  | 75      |
| Канада (RPM Year-End)          | 79      |
| Япония (Oricon Year-End Chart) | 95      |

| Регион                                                      | Сертификация | Продажи  |
| ----------------------------------------------------------- | ------------ | -------- |
| Испания (PROMUSICAE)                                        | Золотой      | 50 000^  |
| Канада (Music Canada)                                       | Золотой      | 50 000^  |
| Великобритания (BPI)                                        | Платиновый   | 300 000^ |
| США (RIAA)                                                  | Золотой      | 500 000^ |
| Япония (Oricon)                                             | —            | 164 000  |
| ^ Данные о тиражах приведены только на основе сертификации. |              |          |